# Зупайзавр
Зупайзавр (лат. Zupaysaurus) — рід вимерлих ящеротазових динозаврів з підряду тероподів, що жили в пізньому тріасовому і ранньому юрському періодах (близько 216,5-203,6 млн років тому), на території нинішньої Південної Америки. Скам'янілості тероподів були знайдені в провінції Ла-Ріоха (формація Los Colorados) в Аргентині. Вперше описаний палеонтологами Аркуччі (Arcucci) і Родольфо Коріа (Coria) в 2003 році. Представлений одним видом — Z. rougieri
Хоча повний скелет досі не виявлений, вчені вважають Zupaysaurus двоногим хижаком, довжина якого досягала до 4 м. Також вчені припускають можливу наявність двох паралельних гребенів на його видовженій морді.

## Опис
Zupaysaurus був динозавром середнього розміру. Череп дорослої особини досягав 45 см в довжину, що дає можливість вченим припустити його загальну довжину, яка оцінюється приблизно в 4 м від кінця морди до кінчика хвоста. Як і всі відомі тероподи, Zupaysaurus ймовірно ходив тільки на задніх кінцівках, залишаючи передні вільними для хватання здобичі. Мав невеликий зазор, що відокремлював зуби передверхньощелепних і верхньощелепних кісток верхньої щелепи, таранна кістка і кістки п'яткової щиколотки були з'єднані воєдино, що відзначається також і у ранніх тероподів.
У верхній частині черепа ймовірно мав два тонких паралельних гребеня, подібного до інших тероподів, таких як Dilophosaurus і  Megapnosaurus (Syntarsus) kayentakatae. Ці гребені, імовірно, були сформовані виключно носовими кістками, на відміну від багатьох інших тероподів, у яких утворювалися також і слізними костями. Вчені припускають, що гребені, широко розповсюджені на черепах тероподів, можливо використовувалися ними в комунікативних цілях, таких як гендерне або видове розпізнавання. Однак, більш свіжий аналіз черепа піддав сумніву присутність цих гребенів у Zupaysaurus. Неопубліковане резюме, представлене на конференції, вказало, що структури спочатку ідентифіковані як гребені, насправді були фактично слізними костями, зміщеними вгору під час процесу скам'яніння.

## Ресурси Інтернета
- Каталог копалин The Paleobiology Database [Архівовано 2 липня 2019 у Wayback Machine.] на www.paleodb.org (англ.)